# Wendy Darling
Wendy Moira Angela Darling es un personaje ficticio, heroína y protagonista femenina de la historia de Peter Pan, creada por J. M. Barrie. Su edad exacta no es mencionada en la obra original y de acuerdo a las distintas representaciones realizadas de la obra ha aparecido en edades comprendidas entre los 12 y los 27 años, siendo en la interpretación de Disney, la más conocida, de unos 12 años. Es al final de la historia la contraposición filosófica de Peter Pan, es la chica que ha comenzado a crecer contrario a Peter, que se niega a hacerlo.

## Trasfondo literario
En la historia de Barrie, Wendy es la hija de George Darling, un pomposo funcionario bancario, y su esposa Marie Darling, y hermana mayor de John y Michael, a quienes suele narrar historias sobre Peter Pan y el capitán Garfio.

## Personaje
El personaje de Wendy es posiblemente el mejor desarrollado de la historia; al inicio de la misma se muestra orgullosa de su condición infantil, mostrando disgusto hacia la adultez en parte por rechazo al ejemplo de su padre, protocolario y exigente y a quién quiere pero de alguna manera teme. Su ambición al comienzo de la narración es evitar crecer, oportunidad que le es permitida por Peter Pan, quién la lleva junto a sus hermanos a la tierra de Nunca Jamás, donde puede permanecer joven permanentemente.
Irónicamente es en Nunca Jamás donde Wendy descubre su faceta más madura, y asume el cuidado de los Niños Perdidos quienes le piden sea su "madre" y a quienes entretiene con cuentos e historias.
Finalmente Wendy asume la naturaleza de la madurez y regresa a Londres, pero nunca olvida sus momentos felices en Nunca Jamás.

## En el cine

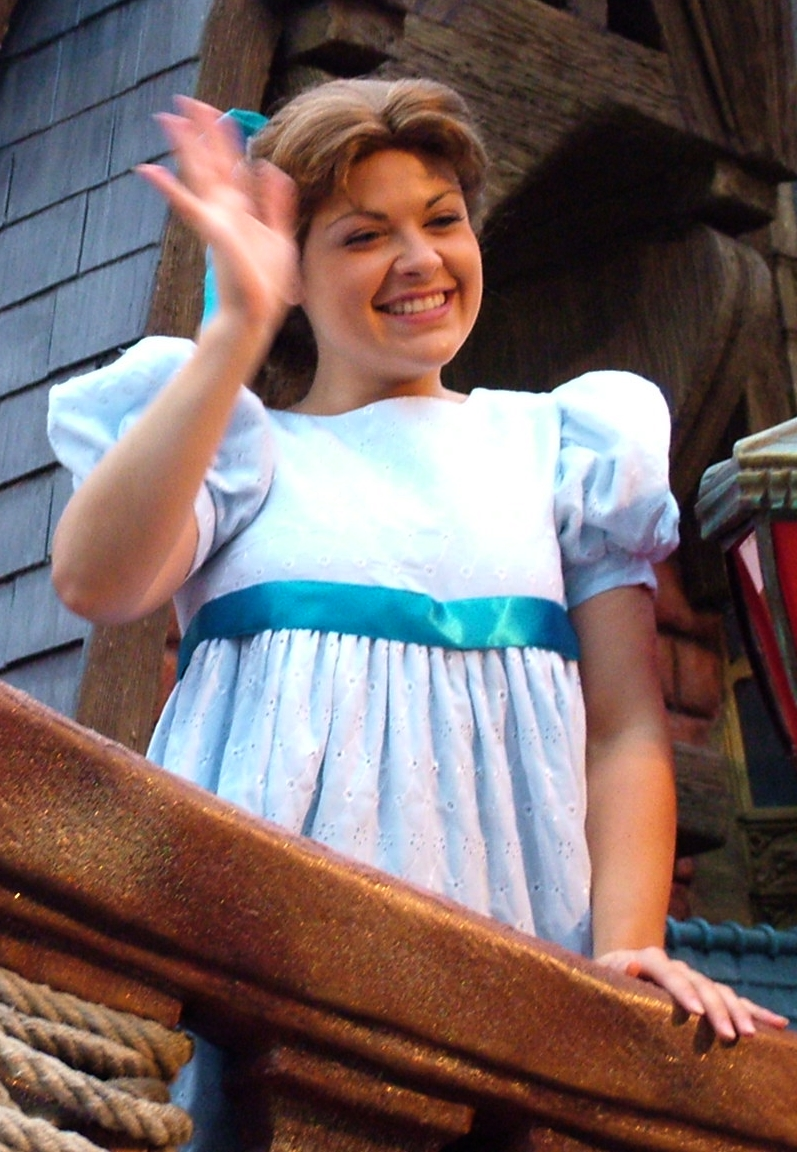
Wendy Darling en Disneyland Paris

Wendy ha sido interpretada por varias actrices a lo largo de la historia de la cinematografía; algunas figuras reconocidas han interpretado el papel, tales como: Maggie Smith, Gwyneth Paltrow y Rachel Hurd-Wood.
Su ejemplo cinematográfico más famoso, es la versión animada de Walt Disney de 1953, cuya principal característica es que tiene un cierto parecido con Alicia, ya que ambas fueron interpretadas por Kathryn Beaumont. Ella es representada con los mismos rasgos físicos del ya mencionado personaje (una joven niña también muy hermosa, con los mismos ojos azules y la misma piel blanca), pero ella usa un camisón de color azul celeste, zapatillas o pantuflas de color negro, y su cabello es castaño, con bucles o rizos y dos pequeños mechones frontales de cada lado, y un lazo azul para sostener los rizos. En Hispanoamérica también es interpretada por Teresita Escobar, quien inició su carrera con el doblaje de Alicia.
Wendy también ha sido interpretada por la actriz Rachel Hurd-Wood, en la película Peter Pan: La gran aventura (2003).

## En televisión
En 2013, Wendy aparece en el episodio 21 de la segunda temporada de la serie de la ABC, Once Upon a Time y es interpretada por Freya Tingley.